# Половцов, Анатолий Викторович
Анатолий Викторович Половцо́в (2 [14] января 1849 — 21 января [3 февраля] 1905) — русский историк, чиновник земского отдела Министерства внутренних дел, заведующий общим архивом Министерства императорского двора.
Сын военного инженера генерал-майора В. А. Половцова. В 1867 году окончил 5-ю Санкт-Петербургскую гимназию, затем — юридический факультет Санкт-Петербургского университета и Санкт-Петербургский археологический институт. Служил в земском отделе министерства внутренних дел, занимаясь специально изучением вопросов крестьянского землевладения; был делопроизводителем особых совещаний министров внутренних дел, финансов и государственных имуществ, с участием сведущих земских людей, по вопросу о понижении выкупных платежей, а также по питейному и переселенческому вопросам. Состоял на службе в Кабинете Его Императорского Величества.
Автор многих работ по крестьянскому вопросу, в том числе: «Земледелие и сельскохозяйственная статистика» и «Первые шаги на пути фактического изучения сельской общины». В сотрудничестве с Барыковым и Соколовским, составил «Программу для изучения сельской общины» и редактировал «Сборник материалов о сельской общине». Издал также несколько работ по истории искусства и археологии: «Царьград и византийское искусство», «Прикладное искусство»; очерки о жизни и творчестве живописцев Фёдора Бруни и Карла Венига, композитора Петра Чайковского.
Жена — Екатерина Николаевна Половцова (1860—1933), урождённая Кравченко — родная племянница П. А. Кропоткина, дочь его старшей сестры Елены Алексеевны.
Дочь Ксения Анатольевна Половцова (1886—1948) — с супругом А. А. Майером основала в Петрограде (Ленинграде) религиозно-философский кружок «Воскресенье».
Сын — Кирилл Анатольевич (1890—?), офицер 46-го армейского корпуса, с 1912 г. женат на Надежде Николаевне Зайцевской (1888—?), дочери статского советника, горного инженера.

## Источник
- Половцов, Анатолий Викторович // Энциклопедический словарь Брокгауза и Ефрона : в 86 т. (82 т. и 4 доп.). — СПб., 1898. — Т. XXIV. — С. 354.
  - Половцов, Анатолий Викторович // Энциклопедический словарь Брокгауза и Ефрона : в 86 т. (82 т. и 4 доп.). — СПб., 1906. — Т. доп. II. — С. 437.